# Чемпионат Литвы по шашечной композиции 2015
XXVII чемпионат Литвы по шашечной композиции (лит. 2015 m. Lietuvos šaškių kompozicijų sudarymo (64) čempionato) состоялся в 2015 году.
Организатор — Союз любителей шашечной композиции Литвы при Федерации шашек Литвы.

## О турнире
Соревнования проводились заочно с 01 июля 2015 года по 31 декабря 2015 года по русским шашкам в 3 разделах: проблемы, дамочные проблемы, этюды.
Зачет каждого участника по сумме очков за четыре лучшие композиции из шести возможных в каждом разделе.
Главный судья — Стасис Жилявичюс. 
Координаторы чемпионата - Стасис Жилявичюс, Валдас Беляускас.
Консультант - Александр Полевой (Израиль).

## Спортивные результаты
Проблемы-64.Судья раздела Валдас Беляускас.
 Йонас Шёжинис 247,0 (45+0+65+50+70+62)
 Виктор Студенцов 247,0(0+55+67+60+40+65)
 Римас Мацкявичюс 243,0 (55+65+60+0+0+63)
4.Стяпонас Пятраускас 80,0(0+25+55)
Дамочные проблемы-64.Судья раздела Коготько А. И. (Беларусь).
 Валдас Беляускас 210,0(45+55+50+60)
 Римас Мацкявичюс 170,0 (25+35+35+40+60+30)
В.Студенцов 145,0(55+25+35+30)
4.Юозас Лейшис 135,0 (30+20+15+35+25+45)
5.Йонас Шёжинис 100,0 (30+25+25+20+15+0)
6.Стяпонас Пятраускас 20,0 (20)
Этюды−64.Судья раздела — Коготько А. И. (Беларусь).
 Римас Мацкявичюс 70,0 (35+15+10+2,5+10+0)
 Йонас Шёжинис 65,0 (0+30+0+10+0+25)
 Виктор Студенцов 35,0 (0+5+10+0+0+20)

## Награждение
Победители и призеры каждого из разделов награждены медалями, дипломами.